# Basilica dell'Immacolata Concezione (Sassello)
La basilica dell'Immacolata Concezione è un luogo di culto cattolico situato nel comune di Sassello, in piazza Concezione, in provincia di Savona.

## Storia

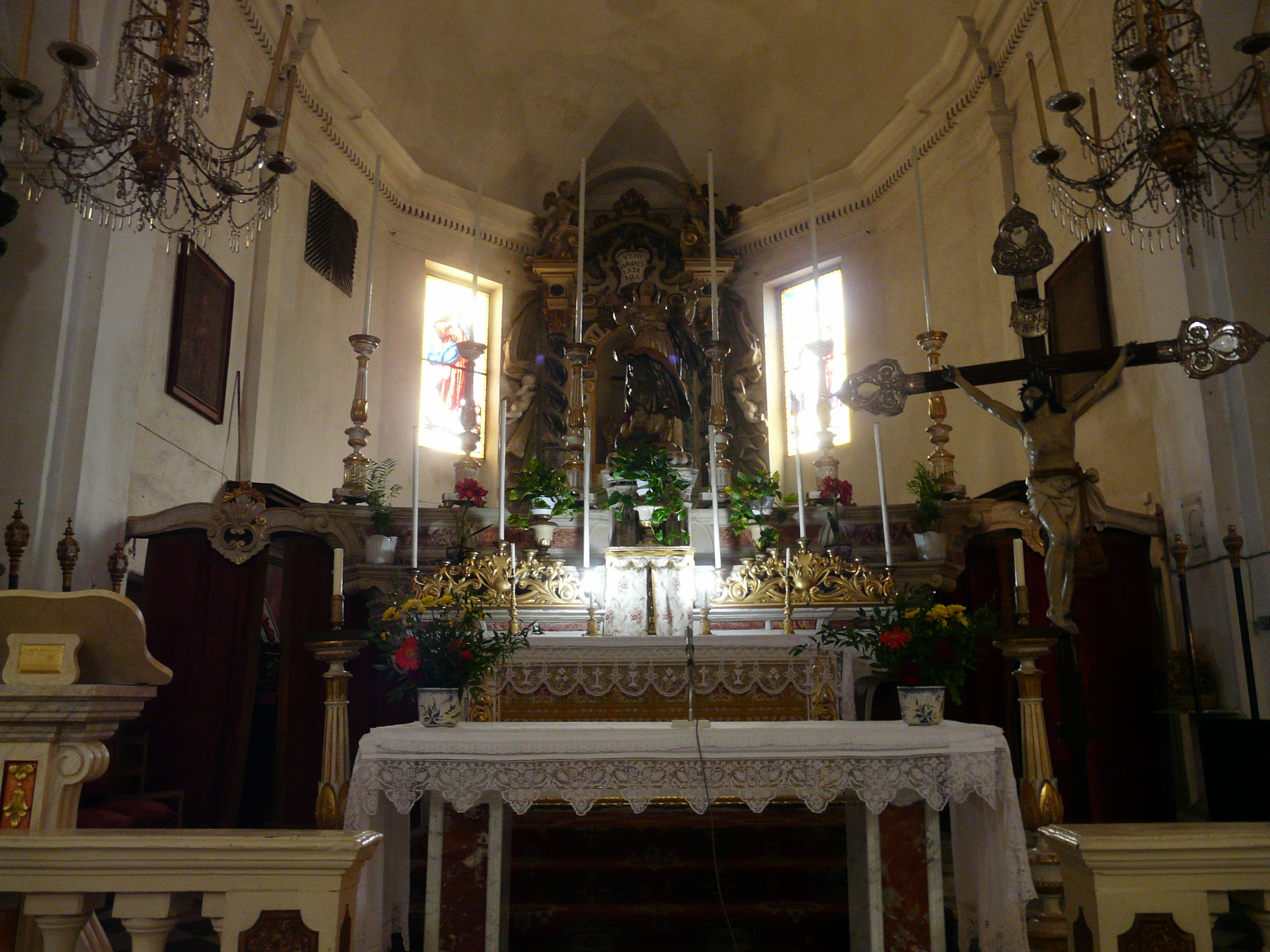
L'altare maggiore

La costruzione del primo impianto religioso, dedicato inizialmente alla Visitazione, fu voluto dalla comunità del Sassello che, nel 1582, incaricò lo svizzero Antonio Martino Bertolle da Locarno di realizzarne il progetto e seguirne l'opera. Forse già sul luogo della chiesa sorgeva una cappella intitolata a santa Maria, di cui se ne hanno notizie a partire dal 1512. L'edificazione di un nuovo luogo di culto fu pensato sostanzialmente da alcuni abitanti quale nuovo sito parrocchiale del borgo, titolo e scelta che fu però caldamente osteggiata da altri abitanti di Sassello, legati alla già presente parrocchiale di San Giovanni Battista.
Nel 1613 si iniziò l'edificazione dell'adiacente convento (ora caserma dei Carabinieri) ove i frati francescani rimasero sino al 1860, salvo un forzato abbandono tra il 1810 e il 1829 per le vigenti leggi napoleoniche contro gli ordini religiosi.
Il giorno 8 maggio 1622 il vescovo di Acqui, monsignor Gregorio Pedrocca, mutò il titolo da Visitazione a Immacolata Concezione e consacrò la chiesa in basilica minore. Sia nel 1626 che nel 1672 la chiesa e il vicino convento furono interessati dalle rappresaglie compiute dai soldati del Ducato di Savoia.
Nel 1937 la proprietà comunale del sito passò alla curia di Acqui, la quale la assoggettò sotto la giurisdizione della chiesa parrocchiale della Santissima Trinità; dal 1956 è affidata alle locali confraternite sassellesi.

## Descrizione
L'edificio è a tre navate, privo di affreschi, dotato di vetrate policrome, lungo 40 metri e largo 18, con campanile del 1643 di 30 metri. Nella facciata, tripartita da finte lesene, sono ubicate tre statue raffiguranti san Giovanni Battista, sant'Antonio e la Madonna con Bambino e angeli, quest'ultima, del 1641, sopra il portone principale.
All'interno, in stile tardo rinascimentale, si trovano diverse sculture in legno, un crocefisso del Brilla, tele di Orazio De Ferrari e di Agostino Ratti (San Francesco in adorazione di Gesù e della Madonna, opera del 1730) e altre opere di Paolo Gerolamo Piola, Giovanni Battista Tassara (Il sogno di Giacobbe e La guarigione del cieco), Gio Batta Rebagliati (statua di San Filippo Neri), Giovanni Raffaele Badaracco (tela di San Pasquale), Domenico Torrielli, Lorenzo De Ferrari (Vergine che porge il Bambino a sant'Antonio), Domenico Canepa e Pasquale Navone.
L'organo risale al XVIII secolo.